# Orchestia aestuarensis
Orchestia aestuarensis är en kräftdjursart som beskrevs av Wildish 1987. Orchestia aestuarensis ingår i släktet Orchestia och familjen tångloppor. Inga underarter finns listade i Catalogue of Life.